# Maresiella brevicornis
Maresiella brevicornis là một loài chân đều trong họ Gnathostenetroididae. Loài này được Carvacho miêu tả khoa học năm 1983.